# جیم فلورنتینه
جیم فلورنتینه (به انگلیسی: Jim Florentine) (زاده ۱۸ اوت ۱۹۶۴) بازیگر ، استندآپ کمدین آمریکایی است.
از فیلم‌های معروف او می‌توان به بازی در فاجعه اشاره کرد.